# 日立プラズマディスプレイ
日立プラズマディスプレイ株式会社（ひたちプラズマディスプレイ）は、かつて存在したプラズマディスプレイのパネルを製造販売する電気機器メーカー。本社は宮崎県東諸県郡国富町田尻1815。

## 概要
富士通と日立製作所のプラズマディスプレイパネル事業を合併し「富士通日立プラズマディスプレイ株式会社」として1999年4月に設立した。両社が株式の50%ずつを保有していたが、2005年に株式譲渡により、日立製作所が80.1%、富士通が19.9％ずつ保有することになった。また、ソニーも資本協力していた。
2008年2月21日の株主総会において、2008年4月1日付にて、商号の変更、取締役の交代及び組織の体制変更を行う方針が決定。日立製作所が富士通保有の同社名義株式の全てを取得することに伴い、同日付で「日立プラズマディスプレイ株式会社」に商号変更した。
2008年9月18日に、2008年度内でのプラズマディスプレイパネル生産からの撤退を発表した。ガラスパネル部材はパナソニックプラズマディスプレイから調達し、回路の生産とプラズマテレビセットの組み立て、販売は継続する。
2009年9月、昭和シェルソーラー（現ソーラーフロンティア）へ本社工場の譲渡が基本合意され、2011年よりソーラーフロンティア宮崎第3工場として稼働している。
一時は、日立製作所、富士通ゼネラル、ソニー、三洋電機などの日本の各電機メーカーへパネルを供給しており国内トップシェアであった。
日立プラズマディスプレイのパネルは、ALISパネルとして知られている。